# Olmsted (Illinois)
Olmsted – wieś w Stanach Zjednoczonych, w stanie Illinois, w hrabstwie Pulaski.